# Константинов, Владимир Иванович (военачальник)
Константи́нов Влади́мир Ива́нович (род. 29 марта 1953, Чирчик, Ташкентская область, Узбекская ССР) — советский и российский военачальник, первый заместитель Председателя ДОСААФ России (с 2015 по 2018 годы), генерал-лейтенант.

## Биография
Родился 29 марта 1953 года в городе Чирчик Ташкентской области Узбекской ССР.
В 1974 году окончил Ташкентское высшее танковое командное училище имени П. С. Рыбалко.
Проходил военную службу на командных должностях:
- с 1974 по 1979 год — командир танкового взвода и танковой роты в 283-м гвардейском мотострелковом полку 21-й гвардейской мотострелковой дивизии в составе 2-й гвардейской танковой армии Группы советских войск в Германии (город Хагенов, ГДР);
- с июня по декабрь 1979 года — командир танковой роты 234-го танкового полка 108-й мотострелковой дивизии Туркестанского военного округа (город Термез. Узбекская ССР);
- с 1979 по 1980 год — участник боевых действий на территории Демократической Республики Афганистан;
- с 1980 по 1983 год — начальник штаба танкового батальона и командир учебного батальона по подготовке пополнения для войск 40-й армии, дислоцирующихся в Афганистане.

В 1985 году окончил Военную академию бронетанковых войск имени Р. Я. Малиновского, а в 1995 году — Военную академию Генерального штаба.
С 1985 по 2008 год проходил службу в Генеральном штабе ВС РФ. С 2004 по 2008 — начальник управления комплектования войск Главного организационно-мобилизационного управления Генерального штаба ВС РФ, воинское звание — генерал-лейтенант.
С 2008 по 2010 год — помощник первого заместителя министра обороны в Федеральном государственном учреждении Минобороны России «Центральный спортивный клуб Армии» и на государственной гражданской службе в аппарате Министра обороны Российской Федерации.
С 2010 по 2014 год — помощник генерального директора ОАО «Головное системное конструкторское бюро Концерна ПВО «Алмаз-Антей» имени академика А.А.Расплетина».
В декабре 2014 года был назначен заместителем Председателя ДОСААФ России по развитию. С 6 марта 2015 года по февраль 2018 года — первый заместитель Председателя ДОСААФ России.

## Награды
- орден «За службу Родине в Вооружённых Силах СССР» III степени;
- юбилейная медаль «300 лет Российскому флоту»;
- медаль «В память 850-летия Москвы»;
- медаль «В память 1000-летия Казани»;
- медаль «Генерал армии Маргелов»;
- медаль «200 лет Министерству обороны»;
- медаль «200 лет МВД России»;
- юбилейная медаль «150 лет железнодорожным войскам России»;
- медаль «За безупречную службу» I, II и III степени;
- медаль «За содружество в области химического разоружения»;
- медаль «За содействие ВВ МВД»;
- нагрудный знак «Воину-интернационалисту»;
- медаль «Воину-интернационалисту от благодарного афганского народа».